# ソレダッド・メクシア
ソレダッド・メクシア（Soledad Mexia、1899年8月13日 - 2013年8月30日）は、アメリカのスーパーセンテナリアン。存命時、カリフォルニア州の最高齢者であった。2015年にドミンガ・ベラスコに追い抜かれるまでメキシコ系アメリカ人の歴代最高齢者であった。

## 人物
1899年8月13日、シナロア州に生まれる。兄弟の2人目であった。20歳で結婚し、1960年代にサンディエゴに引っ越す。サンディエゴでの生活の中で玄孫まで数え70人以上の子を持っていた。年齢の検証にはGRG、UCLA、スタンフォード大学が協力し、スーパーセンテナリアンに関する研究の一環から血液サンプルが採取された。2010年に足にけがを負い、創傷が抗生物質に反応しなかったことから、足を切断した。 2013年8月30日、呼吸不全により死去。114歳17日没。